# Nuestra Belleza México 2009
Nuestra Belleza México 2009 fue la 16.ª edición del certamen Nuestra Belleza México la cual se realizó en el Centro de Convenciones Yucatán Siglo XXI de la ciudad de Mérida, Yucatán el sábado 20 de septiembre de 2009. Treinta y cuatro candidatas de toda la República Mexicana compitieron por el título nacional, el cual fue ganado por Ximena Navarrete de Jalisco quien compitió en Miss Universo 2010 en Las Vegas, Estados Unidos donde logró coronarse como Miss Universo, convirtiéndose en la segunda mexicana en obtener el triunfo. Navarrete fue coronada por la Nuestra Belleza México saliente Karla Carrillo convirtiéndose en la cuarta jalisciense en ir a Miss Universo. A su vez fue la segunda victoria consecutiva para el estado de Jalisco.
El título de Nuestra Behudlleza Mundo México 2009 fue ganado Anabel Solís de Yucatán quien compitió en Miss Mundo 2010 en China. Solís fue coronada por la Nuestra Belleza Mundo México saliente Perla Beltrán convirtiéndose en la cuarta yucateca en ganar ir a Miss Mundo. 
Se tenía contemplado que Verónica Sánchez de Zacatecas representara al país en Miss Continente Americano 2010 en Ecuador, sin embargo a finales de junio de 2010 se hizo pública su destitución como Nuestra Belleza Zacatecas por incumplimiento de una de las cláusulas del convenio referente a los patrones de conducta de las participantes y por consecuente esto la imposibilitó de poder asistir al evento internacional. Su lugar fue ocupado por Karla Carrillo Nuestra Belleza México 2008.
El reconocimiento "Corona al Mérito" fue para Lilián Villanueva Nuestra Belleza Internacional México 2000 y Reina Internacional de las Flores 2001 por su destaca trayectoria como reina de belleza.

## Resultados
| Posición                          | Candidata |
| Nuestra Belleza México 2009       | - Jalisco - Ximena Navarrete Δ |
| Nuestra Belleza Mundo México 2009 | - Yucatán - Anabel Solís |
| 1.ª Finalista                     | - Zacatecas - Verónica Llamas § (Destituida) |
| 2.ª Finalista                     | - Sinaloa - Gabriela Quintero Δ |
| 3.ª Finalista                     | - Jalisco - Sandra Luz Vargas |

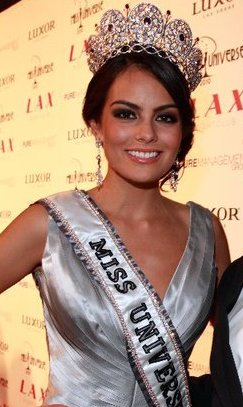
Ximena Navarrete
Nuestra Belleza Jalisco 2009, Nuestra Belleza México 2009 y Miss Universo 2010.

| Top 10                            | - Chiapas - Claudia Espinoza - Chihuahua - Daniela Muñoz Δ - Coahuila - Abril Rodríguez - Distrito Federal - Jacqueline Tostado - Sonora - Lorena Camargo                       |
| Top 15                            | - Aguascalientes - Abigail González - Baja California - Ana Sofía García - Estado de México - Mercedes Gutiérrez - Nuevo León - Adriana Treviño - Querétaro - Paulina Cabrera Δ |

- § Votada por las concursantes para completar el cuadro de 15 semifinalistas.
- Δ Ganadoras de los Fast-track que otorgan el pase directo al cuadro de 15 semifinalistas.

## Áreas de competencia

### Semifinal
La competencia semifinal se realizó en el Centro de Convenciones Yucatán Siglo XXI de la ciudad de Mérida, Yucatán el 18 de septiembre, dos días antes de la competencia final. Previo al final del evento, todas las candidatas compitieron en traje de baño y traje de noche como parte de la selección de las 10 candidatas quienes completarían el top 15 (ya que 5 candidatas tuvieron el pase directo al Top 15 por ganar alguno de los 5 premios otorgados por la Organización en base a su desempeño durante el periodo de concentración previo al evento final). El nombre de las 10 concursantes que formaron parte del Top 15 fue revelado durante el inicio en vivo del evento final. La conducción del evento estuvo a cargo de Alma Saint Martín y Sebastian Rulli.

#### Jurado Preliminar
Estos son los miembros del jurado preliminar, que eligieron a las 10 semifinalistas que completarían el Top 15 durante la Competencia Semifinal, luego de ver a las candidatas en privado durante entrevistas y pasarela en traje de baño y gala:
- Carla Estrada - Productora de televisión
- David Salomón - Diseñador de modas
- Elisa Nájera - Nuestra Belleza México 2007
- Paco Contreras - Productor de moda
- Laura de la Torre - Vicepresidenta de mercadotecnia de Fuller Cosmetics
- Dr. Luis Moya - Dermatólogo
- Maru Ruiz - Editora de revista de personalidades
- René Strickler - Actor de televisión
- Sergio Mayer - Actor de televisión
- Valentino Lanús - Actor de televisión

### Final
La gala final fue transmitida en vivo a través del Canal de las Estrellas para todo México y Univisión para la comunidad hispanohablante de Estados Unidos y América Latina desde el Centro de Convenciones Yucatán Siglo XXI de la ciudad de Mérida, Yucatán el domingo 20 de septiembre de 2009. La conducción del evento estuvo a cargo de Marisol González, Alma Saint Martín, Ernesto Laguardia y Sebastián Rulli.
El grupo de 15 semifinalistas se dio a conocer durante la competencia final: 10 seleccionadas por un jurado preliminar, quienes eligieron a las concursantes que más destacaron en las tres áreas de competencia durante la etapa preliminar y 5 ganadoras de los reconocimientos especiales que otorga la Organización.
- Las 15 semifinalistas desfilaron en una nueva ronda en traje de baño, donde salieron de la competencia 5 de ellas.
- Las 10 semifinalistas desfilaron en vestido de noche, posteriormente 5 de ellas fueron eliminadas.
- Las 5 finalistas se sometieron a una pregunta final y posteriormente dieron una última pasarela, donde el panel de jueces consideró la impresión general que dejó cada una de las finalistas para votar y definir posiciones finales.

#### Jurado Final
Estos son los miembros del jurado que evaluaron a las concursantes:
- Carla Estrada - Productora de televisión
- David Salomón - Diseñador de modas
- Elisa Nájera - Nuestra Belleza México 2007
- Paco Contreras - Productor de moda
- Laura de la Torre - Vicepresidenta de mercadotecnia de Fuller Cosmetics
- Dr. Luis Moya - Dermatólogo
- Maru Ruiz - Editora de revista de personalidades
- René Strickler - Actor de televisión
- Sergio Mayer - Actor de televisión
- Valentino Lanús - Actor de televisión

#### Entretenimiento
- Traje de Baño: Telefunka interpretando "Desechable"
- Intermedio: Ana Bárbara interpretando "Rompiendo Cadenas"
- Intermedio: Alexander Acha interpretando "Mujeres"
- Traje de Noche: Telefunka

### Premios Especiales
| Premio                   | Candidata                      |
| Nuestra Modelo           | - Sinaloa - Gabriela Quintero  |
| Las Reinas Eligen        | - Zacatecas - Verónica Llamas  |
| Nuestro Talento          | - Chihuahua - Daniela Muñoz    |
| Nuestra Belleza en Forma | - Querétaro - Paulina Cabrera  |
| Premio Académico         | - Jalisco - Ximena Navarrete   |
| Reina de Belleza Fuller  | - Jalisco - Ximena Navarrete   |
| Camino al Éxito Andrea   | - Nuevo León - Adriana Treviño |
| Personalidad Fraiche     | - Coahuila - Abril Rodríguez   |
| Miss Sensodyne Whitening | - Yucatán - Anabel Solís       |

## Candidatas
| Estado              | Candidata                           | Edad | Estatura | Residencia       |
| Aguascalientes      | Abigail González Márquez            | 23   | 1.74     | Aguascalientes   |
| Baja California     | Ana Sofía García Gallego            | 21   | 1.78     | Mexicali         |
| Baja California Sur | Giovanna Martínez Uriarte           | 22   | 1.72     | La Paz           |
| Campeche            | Laura Rodríguez Toraya              | 19   | 1.78     | Escárcega        |
| Chiapas             | Claudia Espinoza Gómez              | 23   | 1.73     | Catazajá         |
| Chiapas             | Mildreth Jiménez León               | 20   | 1.71     | Cintalapa        |
| Chihuahua           | Daniela Muñoz Grijalva              | 23   | 1.72     | Chihuahua        |
| Coahuila            | Abril Alejandra Rodríguez Fernández | 22   | 1.75     | Saltillo         |
| Colima              | Giannina Huerta Dueñas              | 23   | 1.75     | Colima           |
| Distrito Federal    | Jacqueline Tostado Madrid           | 22   | 1.72     | Ciudad de México |
| Durango             | Marcela Máynez Núñez                | 19   | 1.70     | Gómez Palacio    |
| Estado de México    | Mercedes Gutiérrez Mares            | 23   | 1.75     | Toluca           |
| Guanajuato          | Clementina Velásquez Mojica         | 19   | 1.78     | León             |
| Guerrero            | Ana Rosa Manrique Aguirre           | 21   | 1.77     | Tlapehuala       |
| Jalisco             | Jimena Navarrete Rosete             | 21   | 1.74     | Guadalajara      |
| Jalisco             | Sandra Luz Vargas Plazola           | 22   | 1.77     | Puerto Vallarta  |
| Michoacán           | Itzel García Rojas                  | 22   | 1.69     | Apatzingán       |
| Morelos             | Anaiza Aguilar Macedo               | 21   | 1.70     | Cuernavaca       |
| Nayarit             | Viridiana Torrijos Valencia         | 18   | 1.77     | Tepic            |
| Nuevo León          | Adriana Graciela Treviño Peralta    | 23   | 1.74     | Monterrey        |
| Oaxaca              | Denise Mendiola Chávez              | 19   | 1.74     | Oaxaca           |
| Puebla              | Andrea Castro Téllez                | 20   | 1.72     | Puebla           |
| Querétaro           | Alejandra Cabral Cabrera            | 21   | 1.72     | Querétaro        |
| Querétaro           | Paulina Cabrera Balderas            | 23   | 1.75     | Querétaro        |
| Quintana Roo        | Daniela Díaz Rodríguez              | 22   | 1.71     | Chetumal         |
| San Luis Potosí     | Sarahí Carrillo Garza               | 21   | 1.77     | San Luis Potosí  |
| Sinaloa             | Gabriela Quintero Martínez          | 18   | 1.78     | Los Mochis       |
| Sonora              | Lorena Camargo Miranda              | 22   | 1.73     | Ciudad Obregón   |
| Sonora              | Gabriela Bórquez Lacy               | 19   | 1.79     | Ciudad Obregón   |
| Tamaulipas          | Ana Karen González Abdala           | 20   | 1.70     | Nuevo Laredo     |
| Tlaxcala            | Stephanie López Rosas               | 22   | 1.72     | Apizaco          |
| Veracruz            | Fabiola Pinal Montesinos            | 21   | 1.74     | Córdoba          |
| Yucatán             | Anabel Solís Sosa                   | 21   | 1.80     | Mérida           |
| Zacatecas           | Verónica Llamas Sánchez             | 22   | 1.72     | Nochistlán       |

## Sobre los Estados en Nuestra Belleza México 2009

### Reemplazos
- Tamaulipas - Melissa Solano fue destituida de su título estatal, sin embargo la organización estatal no aclaró el motivo. Su 1.ª finalista Ana Karen González fue nombrada como la nueva representante y titular estatal.

### Estados designados a la competencia
- Chiapas - Mildreth Jiménez
- Jalisco - Sandra Luz Vargas
- Querétaro - Paulina Cabrera
- Sonora - Gabriela Bórquez

### Estados que se retiran de la competencia
- Hidalgo
- Tabasco

### Estados que regresan a la competencia
- Compitieron por última vez en 2007:
  -  Estado de México
  -  Quintana Roo

- Compitieron por última vez en 2004:
  -  Tlaxcala

## Crossovers
| Miss Universo - 2010: Jalisco - Ximena Navarrete (Ganadora) Miss Mundo - 2010: Yucatán - Anabel Solís Miss Tourism International - 2011: Chiapas - Claudia Espinoza Miss Tourism Queen of the Year International - 2010: Colima - Giannina Huerta (Top 15) World Miss University - 2008: Chiapas - Claudia Espinoza (4ª Finalista) Miss América Latina del Mundo - 2010: San Luis Potosí - Sarahí Carrillo (2ª Finalista) Miss Continente Americano - 2010: Zacatecas - Verónica Llamas (No Compitió) Mrs Globe - 2022: Zacatecas - Verónica Llamas (3ª Finalista) Reina Internacional del Transporte - 2010: San Luis Potosí - Sarahí Carrillo (Top 6) | Rostro de México - 2018: Chiapas - Mildreth Jiménez (No Compitió) Nuestra Belleza Chiapas - 2009: Chiapas - Mildreth Jiménez (1ª Finalista) Nuestra Belleza Jalisco - 2009: Jalisco - Sandra Luz Vargas (Top 5) Nuestra Belleza Nuevo León - 2008: Nuevo León - Adriana Treviño (3ª Finalista) Nuestra Belleza Querétaro - 2009: Querétaro - Paulina Cabrera (1ª Finalista) Nuestra Belleza Sonora - 2009: Sonora - Gabriela Bórquez (1ª Finalista) Rostro de Chiapas - 2018: Chiapas - Mildreth Jiménez (Designada) Reina de la Feria Nacional Durango - 2009: Durango - Marcela Máynez (Ganadora) Reina de la Feria de San Marcos - 2008: Aguascalientes - Abigaíl González (Princesa) |